# Сы Яцзе
Сы Яцзе́ (кит. упр. 司雅杰, пиньинь Sī Yǎjié; род. 4 октября 1998, Сиань) — китайская прыгунья в воду, трёхкратная чемпионка мира, серебряный призёр Олимпийских игр.

## Биография
Сы Яцзе родилась в 1998 году в Сиане провинции Шэньси. В 2010 году на Спартакиаде народов КНР завоевала 1 золотую и 1 бронзовую медали. В 2011 году завоевала серебряную медаль в прыжках с 10-м вышки на Всекитайском турнире городов. В 2013 году стала чемпионкой мира в прыжках с 10-м вышки. В 2015 стала чемпионкой мира в миксте на 10-й вышке. В 2017 году стала чемпионкой мира в синхронных прыжках с 10-м вышки.